# مرکز مبارزه با تروریسم
مرکز مبارزه با تروریسم (انگلیسی: Combating Terrorism Center) موسسه‌ای علمی در آکادمی نظامی ایالات متحده واقع در وست پوینت، نیویورک است که تحقیقات و آنالیز سیاسی در زمینه‌های تروریسم، ضد تروریسم، امنیت کشوری و درگیری داخلی را فراهم می‌سازد. با بودجه خصوصی در سال ۲۰۰۳ تأسیس شد.

## خروجی تحقیقات
علاوه بر ارائه آموزش ضد تروریسم، مرکز به‌طور منظم طیف گسترده‌ای از تحلیل‌ها و گزارش‌ها را در زمینه‌های موضوعی خود منتشر می‌کند. برخی از مهم‌ترین محصولات در زیر آمده است:

### اطلس ایدئولوژی مبارزه
در نوامبر ۲۰۰۶ اطلس ایدئولوژی مبارزه اولین نقشه از ایدئولوگ‌های مؤثر در جنبش جهادی جهانی را ارایه کرد.
مرکز با تجزیه و تحلیل دانلودها از ادبیات جهادی یکی از کتابخانه‌های آنلاین القاعده و فهرست نویسی بیش از ۱۱ هزار نقل قول از این متون، دریافت که تأثیرگذارترین متفکران جهادی رهبران القاعده نیستند بلکه تعدادی از روحانیون سعودی و اردنی هستند که مهمترینشان ابومحمد المقدسی روحانی فلسطینی-اردنی است.

### اولین گزارش داده‌های هارمونی
از جنگ علیه ترور هماهنگی و ناهماهنگی: در فوریه ۲۰۰۶ منتشر شد که شامل تجزیه و تحلیل و توصیه‌های سیاستی است بر اساس اسنادی که برای این منظور توسط وزارت دفاع از پایگاه داده هارمونی طبقه‌بندی شده است، تهیه می‌شود. در واقع اسناد مربوط به القاعده در سرتاسر جهان در این پایگاه نگهداری می‌شود. بهره‌برداری از آسیب‌پذیری‌های سازمانی القاعده، هارمونی و ناهماهنگی «شامل تجزیه و تحلیل نظری آگاهانه از فرصت‌های بالقوه برای بهره‌برداری از آسیب‌پذیری‌های شبکه القاعده، مطالعه موردی شکست عملیاتی جهادی، و توصیه‌های خاص برای پرداختن مؤثر به تهدید در حال تکامل القاعده است.

### دومین گزارش مهم هارمونی
در ماه مه ۲۰۰۷ ماجراهای القاعده در شاخ آفریقا تصویر مفصلی از تلاش‌های القاعده برای تثبیت خود در شرق آفریقا، موفقیت‌ها و شکست‌های آن در منطقه و اینکه چگونه شرایط در کشورهای ضعیف و شکست خورده بر توانایی گروه‌های جهادی برای فعالیت تأثیر می‌گذارد، ارائه می‌دهد. این گزارش همچنین شامل دومین دسته از اسناد طبقه‌بندی شده از پایگاه داده هارمونی، با ترجمه کامل انگلیسی، و نمایه‌های عمیق شخصیت‌ها و گروه‌های کلیدی بود. کل گزارش را می‌توان دانلود کرد.

### سومین گزارش هارمونی
منتشره در اکتبر ۲۰۰۷ به بررسی درگیری‌های داخلی القاعده در طول تاریخ آن می‌پردازد. شکاف‌های رهبری در القاعده و جزئیات جناح‌ها را مشخص می‌کند. که برای کنترل سازمان مبارزه کرده‌اند.

### پروژه تصاویر اسلامی
اولین کاتالوگ کامل از تصاویر مهم و مورد استفاده در تبلیغات خشونت‌آمیز جهادی را با توضیحاتی برای افزایش درک دانش آموزان، معلمان و سیاست گذاران منتشر کرد.